# North Springfield
North Springfield – jednostka osadnicza w Stanach Zjednoczonych, w stanie Vermont, w hrabstwie Windsor.